# Giovanni di Gamala
Giovanni di Gamala è un personaggio del romanzo For the Temple di George Alfred Henty, pubblicato nel 1888, noto anche per essere stato al centro di teorie minimaliste pseudostoriche di tipo anticlericale incentrate sul mito di Gesù, a sua volta un'ipotesi accademica non accettata dai più. I sostenitori di queste tesi ritengono che si tratti di un personaggio storico.

## Caratteristiche
Il libro lo presenta come una figura eroica che combatte contro i Romani, specialmente quando essi decidono di distruggere il Tempio di Gerusalemme nel  70 d.C.. Nel seguito del romanzo, egli si converte e diventa un discepolo di Gesù. Henty nella prefazione del suo libro specifica espressamente che Giovanni di Gamala è soltanto una sua creazione letteraria.

## Ipotesi sull'origine del personaggio
Luigi Cascioli, ex-seminarista italiano e poi militante ateo, nel libro La favola di Cristo afferma che la Chiesa avrebbe confuso deliberatamente Gesù con Giovanni di Gamala (sostenendo l'ipotesi di Emilio Salsi secondo cui sia il Giovanni di cui parla lo storico romano Giuseppe Flavio nell'ottavo libro della Guerra giudaica, tradizionalmente identificato con Giovanni di Giscala la cui vicenda è esposta nello stesso testo) e che questo sarebbe stato un pretendente al trono di Gerusalemme in quanto figlio di Giuda il Galileo e nipote del rabbino Ezechia. Sarebbe stato discendente diretto della dinastia degli Asmonei, fondata da Simone, figlio di Mattatia, e spodestata dalla dinastia erodiana. Secondo Cascioli e Salsi i figli di Giuda furono: Giovanni primogenito, Simone, Giacomo il maggiore, Giuda, Giacomo il minore, Menahem (essi sarebbero i fratelli di Gesù e gli apostoli) e forse Eleazaro, indicato anche come un nipote acquisito. La tesi sostenuta da questi saggisti non ha incontrato particolare diffusione. In ambito accademico gli storici hanno finora sostanzialmente ignorato le sue ricerche. 

### Precedenti
Altri autori hanno tentato di identificare Gesù con il personaggio di Giovanni di Gamala, frutto della finzione letteraria di Henty. 

#### Gamala come "vera Nazaret"
Al di là della finzione, i seguenti studiosi si avvalgono sia dei Vangeli che della Storia, a cominciare da Afanasij Ivanovič Bulgakov (padre di Michail Bulgakov, autore del romanzo Il maestro e Margherita), docente di Storia delle Religioni presso l'Accademia Teologica di Kiev in Ucraina, esperto in greco e lingue semite, morì nel 1906. Ma, ancor prima, il professore teologo insegnò al figlio Michail di aver scoperto che Gamala, patria dello zelotismo antiromano, era la vera patria di Gesù, mentre il padre di Cristo era un "siriano"; infatti Gamala era situata in Gaulanitide, nell'estremo sud della Siria. Il riferimento a Giuda il Galileo come padre di Gesù, seppur indiretto, era chiaro. Michail Bulgakov tenne a mente la lezione di suo padre e, nel 1928, attestò i dati precisi nel suo romanzo al secondo capitolo dedicato a Ponzio Pilato.  
Jean Meslier fu il primo a identificare la Nazaret biblica con una città montuosa e non con la Nazaret odierna, oltre ad essere l'inventore del termine "cristicoli". Gamala come città zelota per eccellenza ricorre dalla fine XIX secolo, ad esempio è citata nel romanzo Memorie di Giuda di Ferdinando Petruccelli della Gattina e l'identificazione con Nazareth fu proposta a partire da Joseph Turmel, scrittore, storico ed ex prete, scomunicato.

#### Daniel Massè
Il primo biblista, che identificò in "Giovanni di Gamala" il vero personaggio che originò il mito di Cristo Salvatore, fu però Daniel Massè. Di nazionalità francese, nacque nel 1872, si laureò in giurisprudenza e, dopo essersi dedicato agli studi sul Cristo storico, scrisse il libro L'enigme de Jésus Christ. Pur senza fornire prove concrete, lo studioso, tramite l'analisi su documenti neotestamentari, giunse alla conclusione che la vera identità di Gesù corrispondeva a quella di uno dei figli di Giuda il Galileo: quest'ultimo fu il più famoso rivoluzionario ebreo del I secolo d.C. e nacque nella città di Gamala. Nel 6 d.C. Giuda si pose a capo del movimento di liberazione nazionale dal giogo romano (lo zelotismo) e il Massè lo indicò come padre di sette figli: Giovanni (Gesù), Simone (Pietro), Giacomo il Maggiore, Giacomo il Minore, Giuda, Filippo, Menahem. Oltre a ciò, per il biblista francese, Giovanni, figlio di Giuda il Galileo, era lo stesso Giovanni Battista.